# Fort Kearny
Fort Kearny est un ancien avant-poste de l'Armée des États-unis fondé en 1848, dans l'Ouest des États-Unis entre le milieu et la fin du XIXe siècle. Le fort fut nommé d'après le nom du colonel puis général Stephen W. Kearny. L'avant-poste était situé le long de la piste de l'Oregon près de Kearney dans le Nebraska. La ville de Kearney tire son nom du fort. Le « e » a été ajouté à Kearny par le service des Postes qui orthographiait régulièrement avec erreur le nom de la ville.
Le fort devint le point d'appui oriental de la route de la Great Platte River. Ce fut donc un important carrefour terrestre civil et militaire pendant 20 ans. Les convois de chariots se rendant dans l'Ouest pouvaient alors se ravitailler après environ un sixième de leur voyage. Le fort offrait aussi une zone de repos pour les migrants de l'Est dans cette nouvelle terre hostile. Les animaux d'élevage pouvaient être échangés contre des vivres frais et le courrier transiter d'un bout à l'autre des États-unis. Le fort continua à se développer au fil des années, jusqu'à ce qu'il ait plus de 30 bâtiments avant sa fermeture en 1871. Il avait alors d'autres fonctions, telles que gare du Pony Express, gare de l'Overland stage et station du télégraphe.

## Les origines et les différentes missions du fort
Le fort fut construit en réponse à l'accroissement du trafic sur la route migratoire vers l'Oregon après 1845. Le premier poste, Fort Kearny, fut créé au printemps 1848 « près de la pointe de la Grande Île », le long de la Platte River par le lieutenant Daniel P. Woodbury. Il fut d'abord appelé Fort Childs, mais, en 1848, le poste fut rebaptisé Fort Kearny en l'honneur du général Stephen Watts Kearny.
En dépit de son manque de fortifications, Fort Kearny servit aussi bien de gare, de poste d'observation, de dépôt d'approvisionnement et de centre de messagerie pour les migrants cherchant à s'installer en Californie, en Oregon ainsi que dans le Nord-Ouest Pacifique. Les plus anciennes photographies du poste, prises en 1858 par Samuel C. Mills, montrent le fort comme un ensemble de bâtiments en adobe, sans aucune fortification ni aucun mur d'enceinte. Au cours des années 1860, le fort était devenu un point névralgique pour le Pony Express. Pendant les guerres indiennes de 1864-1865 une petite palissade fut construite sur un remblai de terre encore visible. Bien que jamais attaqué, le fort servit de dépôt pour plusieurs campagnes contre les Amérindiens.
Le fort fut une source précieuse pour l'approvisionnement des migrants pour la première partie de leur route pendant des décennies jusqu'à son abandon en 1871. Comme il avait été fondé le long de la Platte River pour protéger les migrants sur la route vers l'ouest, le fort devint une étape importante sur la partie orientale de la piste pour la décennie suivante. Il permettait de s'approvisionner en nourriture, offrait des services de messageries ainsi que d'autres commodités. Pendant la partie plus importante de la route, dans les années 1850, il pouvait passer plus de 2 000 migrants et 10 000 bœufs en une seule journée, durant la haute saison de la transhumance, fin mai.
Une des dernières missions du fort fut de protéger les travailleurs qui construisaient le chemin de fer de l'Union Pacific. En 1871, deux ans après l'achèvement du chemin de fer transcontinental, le fort perdit ses attributions militaires. Ses bâtiments furent démontés et déplacés vers l'ouest afin d'équiper les nouveaux postes.

## Description
Le fort fut conçu principalement comme un poste d'approvisionnement, et non pas comme position défensive pour les guerres indiennes. Tout au long de son histoire, le fort fut principalement composé de bâtiments en bois autour d'un terrain de parade central sans murs fortifiés. Pendant les années de son utilisation jusqu'à l'achèvement du chemin de fer transcontinental, les bâtiments devinrent de plus en plus permanents. Les structures évoluèrent du bois vers la brique et le gazon. Bien qu'étant au cœur de la zone habitée par les Amérindiens et à proximité des zones de conflit dans les années 1860, aucune attaque ne fut jamais conduite contre le fort.

## Histoire

### Premier Fort Kearny
Le fort le long de la Platte River fut le second poste de l'armée situé dans l'actuel Nebraska à être nommé d'après le nom du colonel Stephen W. Kearny de l'armée américaine. En 1838, Kearny avait repéré la zone le long de la rivière Missouri, à l'embouchure de Table Creek, près de l'actuelle ville de Nebraska City alors qu'il cherchait un emplacement pour un avant-poste chargé de protéger les voyageurs de l'ouest. En 1846, à la suite de la recommandation de Kearny, le Département de la Guerre ordonna la construction d'un avant-poste sur le site et chargea Kearny de le construire. Le colonel Kearny fut donc envoyé avec un détachement d'hommes de Fort Leavenworth dans le Missouri pour prendre la tête des travaux.
L'armée construisit un bâtiment à deux étages en bois qui devint connu sous le nom de Camp Kearny puis plus tard de Fort Kearny. L'armée constata assez rapidement que l'emplacement n'avait pas été très bien choisi car peu de migrants y passaient au cours de leur trajet vers l'Ouest. Ils privilégiaient les routes du nord près de Omaha et du sud. La construction fut donc stoppée, à l'exception de quelques bâtiments temporaires qui accueillirent un bataillon venu y hiverner en 1847-1848.

### Second Fort Kearny
En septembre 1847, Kearny envoya le lieutenant ingénieur topographe Daniel P. Woodbury plus à l'ouest, le long de la Platte River afin de rechercher un endroit plus approprié pour le poste. Woodbury choisit un site dans l'actuel centre du Nebraska, près de l'endroit où la route de l'ouest, depuis Independence rejoint la route de l'ouest d'Omaha et de Council Bluffs. Woodbury décrit la place dans son journal comme :

« J'ai trouvé un emplacement en face d'un groupe d'îles boisées sur la Platte River […] à 317 miles d'Independence, Missouri, 117 miles de Fort Kearny sur le Missouri et 3 miles de la pointe d'un groupe d'îles appelé Grand Island. »

En décembre Woodbury alla à Washington, DC avec comme objectif de garantir l'organisation du nouveau poste. Woodbury demanda un budget de 15 000 $ pour la construction, tout en préconisant l'emploi de migrants mormons pour la construction. Bien qu'il ne reçut pas ce montant, Woodbury reçut l'autorisation de construire le fort à partir de zéro en utilisant les ressources de l'armée.
L'armée abandonna le poste de Table Creek en mai 1848 et arriva sur le nouveau site en juin. Woodbury dirigea la construction du fort avec 175 hommes pour la main d'œuvre. Ils construisirent des bâtiments en bois autour d'un terrain de parade de quatre acres (16 000 m2), avec des peupliers plantés autour du périmètre. Woodbury nomma initialement le fort « Fort Childs » d'après le nom du colonel Thomas Childs (en), célèbre chef militaire pendant la guerre américano-mexicaine, par ailleurs, beau-père de Woodbury. Une directive du Ministère de la Guerre, attribua cependant le nom de « Fort Kearny » au nouveau fort.
Le fort a grandi rapidement pour devenir un point d'arrêt important. En juin 1849, Woodbury a noté dans son journal que 4 000 chariots avaient passé le fort jusqu'à présent cette année, la plupart du temps sur leur chemin vers la Californie. Le fort accumula d'importantes réserves de marchandises pour les voyageurs, avec pour instruction de les vendre à un coût avantageux pour les émigrants. Plus précisément, le commandant du fort a été autorisé à vendre des marchandises à prix coûtant pour les émigrants, et, dans certains cas, de difficultés, de leur donner des biens gratuitement. En 1850, le fort a acquis un service de courrier régulier avec l'arrivée d'une route de diligence entre Independence, dans le Missouri et Salt Lake City. Il a été le premier service postal régulier établi le long de la piste.

## La croisée des chemins
L'emplacement de Fort Kearny fut choisi en raison de sa proximité avec la jonction de plusieurs petits routes, réunies en une seule, plus large, connue sous le nom de Platte River Road. À cet endroit, les convois de migrants en provenance de la route de la rivière Missouri convergeaient et des milliers de voyageurs passaient par le fort chaque année. Les deux missions principales de l'armée étaient la protection et l'assistance aux milliers de migrants en transit vers l'Ouest ainsi que la protection des tribus amérindiennes contre les migrants comme les autres tribus. Au fil du temps, des pistes pour le bétail grandissent à proximité. Dobytown (en) devint alors le premier site offrant des fournitures et des divertissement pour les émigrés et les soldats.
- Route orientale
  - Westport, près de Kansas City, utilisée par la plupart des migrants.
  - Fort Leavenworth
  - Saint-Joseph, dans le Missouri
  - Nebraska City est devenue un important centre de fret au cours de la guerre des Mormons et après la découverte de l'or dans le Colorado et le Montana (1858 et 1865). Les transports de fret trouvèrent que la piste Ox-Bow disposait de plus d'herbe et d'eau pour les ravitaillements, bien qu'elle soit plus longue et plus boueuse. Elle fut remplacée, en 1858, par la « Route des convois à vapeur », qui était une voie plus directe et améliorée après 1862[7].
  - Omaha, avec Florence, Nebraska, qui servit de quartiers d'hivers aux pionniers mormons.

## Rôle durant les guerres indiennes
Les premières années du fort furent relativement paisible. Après 1854, et la création du Territoire du Nebraska par le Kansas-Nebraska Act, la zone autour du fort, dans le nord du Kansas et le sud du Nebraska, devint le lieu d'affrontement avec les Cheyennes et les Sioux hostiles. Au cours de l'été 1864, la colère des Amérindiens culmina avec de violentes attaques de convois, le long de la Platte River et de la Little Blue River. C'est à cette période que les soldats du fort commencèrent à escorter les convois de chariots et que le fort devint une zone protégée pour les réfugiés fuyant les attaques. Les travaux de terrassement et de fortifications commencèrent alors et l'armée envoya sur place les 1er régiment de cavalerie du Nebraska et le 7e régiment de cavalerie de l'Iowa. En 1865, le conflit entre Amérindiens et colons se déplaça vers l'Ouest, hors de la zone d'influence du fort.

## Des années plus tard et l'abandon
La construction de l'Union Pacific Railroad à travers le Nebraska commencée en 1867 marqua la fin de l'intérêt du fort pour la protection des convois de migrants. À la suite de l'achèvement du chemin de fer transcontinental en 1869, l'armée américaine ordonna la fermeture du fort le 22 mai 1871. En 1875, les bâtiments furent démolis et les matériaux envoyé aux casernes de North Platte et Sidney. Les troupes de la forteresse furent stationnées à Omaha et les dépôts ont été transférés à Fort McPhearson à 110 km à l'ouest. En décembre 1876, le terrain fut donné au Département de l'Intérieur pour le dédommagement des colons dans le cadre du Homestead Act. En quelques années, il ne restait presque plus rien du fort, sauf les peupliers et les terrassements et fortifications de 1864.

## Parc historique national de Fort Kearny
En 1928, l'association Fort Kearny Memorial fut formée par des citoyens du Nebraska pour recueillir de l'argent afin d'acheter et de restaurer une partie du terrain. L'organisation fut en mesure d'acheter 162 000 m2 (40 acres) du site d'origine, qui fut offerte à l'État du Nebraska. L'assemblée de l'État autorisa cet achat, devenu définitif le 26 mars 1929. Ainsi acquis par l'État du Nebraska en 1929, une partie du site d'origine est désormais exploité comme parc historique national de Fort Kearny par la Nebraska Game and Parks Commission (en). Le site est inscrit sur le Registre national des lieux historiques.
En coopération avec la Nebraska Game and Parks Commission qui exploite les parcs historiques de l'État, la Nebraska State Historical Society mène des analyses archéologiques sur le terrain. Ces fouilles ont permis de redécouvrir et de marquer les fondations de tous les grands bâtiments, y compris l'état-major, les quartiers des officiers et de la troupe, le terrain de parade et les entrepôts. Il y a désormais sur site un petit théâtre qui montre une histoire du fort de 20 minutes, un musée qui regroupe des objets d'époque, un atelier de forgeron avec des canons d'époque, ainsi que divers équipements de la période stockés derrière le musée. Le parc de stationnement permet de stationner des campings cars et des véhicules avec remorque. Le parc est ouvert uniquement en été. Des acteurs en tenue d'époque tirent au canon tous les 4 juillet, pour un week-end de commémorations.
En juin 2010, le gouverneur Dave Heineman a signé une proclamation rétablissant le 2e bataillon des vétérans de cavalerie du Nebraska. L'unité est présente au Fort pour trois occasions : le jour du souvenir, le week-end du 4 juillet et le week-end de la fête du travail.
Cette unité de cavalerie servit au fort pendant les guerres indiennes. L'unité est historiquement conforme dans tous ses aspects. Les sonneries de clairon de cavalerie, retentissent à diverses reprises pour annoncer les activités de la troupe au fort.

## Représentation dans la fiction
Dans le roman Le Tour du monde en quatre-vingts jours de Jules Verne, un train qui va être attaqué par des Sioux s'arrête à Fort Kearny pour y demander l'aide des troupes. Un tel événement est en quelque sorte un anachronisme, étant donné que les conflits avec les Amérindiens avaient largement cessé dans ce secteur au moment de l'achèvement du chemin de fer.
Le Fort est mis en avant et décrit comme un arrêt le long de la piste de l'Oregon, en 1855, dans le roman Westward Hearts (Homeward on the Oregon Trail Book 1) par Melody Carlson, 2012, chapitre 25.
Fort Kearny apparaît également dans la série dramatique de téléfilms The Loner (1965), mettant en vedette l'acteur Lloyd Bridges. La série, créée et écrite par Rod Serling du fameux The Twilight Zone, se situe à la fin des années 1860 et présente le fort dans un épisode intitulé Westward the Shoemaker. Cet épisode met en scène un immigrant juif des pays de l'est qui cherche une nouvelle vie dans le Nebraska comme chausseur mais va aussi y trouver une vie difficile.
Le fort est mentionné dans l'introduction d'un épisode de la série télévisée Wagon Train intitulé The Willy Moran Story comme la prochaine destination des colons.
Le fort est aussi référencé dans la série télévisée de HBO Deadwood dans l'épisode 5 de la première saison comme l'endroit le plus proche pour trouver le vaccin contre la variole.
Le fort est mentionné en 2014 dans le film The Homesman, alors que le personnage postier de Tommy Lee Jones y était stationné quand il était soldat des US Dragoons.